# 高橋嘉幸
高橋 嘉幸（たかはし よしゆき、1973年 - ）は日本の映像プロデューサー、ディレクター。ミュージック・ビデオ、LIVE DVDのプロデュース・演出などを手がける。

## 人物
1973年、千葉県出身。1997年より株式会社セップ所属。

## 主な作品

### ミュージックビデオ
- 2007年 佐野元春 『君が気高い孤独なら』（dir.高橋栄樹）
- 2008年 ゆず 『ストーリー』（dir.大喜多正毅），『Yesterday and Tomorrow』（dir.DAVID春山）
- 2008年 AKB48 『大声ダイヤモンド』（dir.高橋栄樹）
- 2008年 関ジャニ∞ 『ワッハッハー』（dir.久保茂昭），『無責任ヒーロー』（dir.須永秀明）
- 2008年 竹内まりや 『縁の糸』（dir.本郷伸明）
- 2009年 DJ KAORI 『S･A･Y･O･N･A･R･A』（dir.ムラカミタツヤ）
- 2010年 山下達郎 『街物語』（dir.鈴木利幸）
- 2010年 関ジャニ∞ 『LIFE ～目の前の向こうへ～』（dir.井上哲央），『T.W.L』（dir.木綿達史）
- 2010年 NICO Touches the Walls 『Diver』（dir.関和亮）
- 2011年 TEE 『電話で抱きしめて』（dir.月川翔）
- 2011年 関ジャニ∞ 『マイホーム』（dir.須永秀明）
- 2011年 NICO Touches the Walls 『手をたたけ』（dir.関和亮）
- 2011年 ApplicatSpectra 『セントエルモ』（dir.関和亮）
- 2011年 NICO Touches the Walls 『バイシクル』（dir.関和亮）
- 2012年 竹内まりや 『いのちの歌』
- 2012年 指田郁也 『君とさよなら』（dir.大久保拓朗），『パラレル＝』（dir.大久保拓朗）
- 2012年 ApplicatSpectra 『神様のすみか』（dir.関和亮/福居英晃）
- 2012年 関ジャニ∞ 『マイホーム』（dir.谷井信行），『あおっぱな』（dir.関和亮）

### テレビ番組
- ゆず ゆず 体育館ツアー 2000-2001 「トビラ」ツアーファイナル
- BUMP OF CHICKEN FREE LIVE in 佐倉
- GLAY ARENA TOUR 2004"THE FRUSTRATED"
- SPACE SHOWER Music Video Awards05・06
- BSスーパーライブゆず YUZU　STADIUM　2005　GO　HOME
- リュ・シウォン05 完全攻略！Ryu Siwon Live 2007
- NHKみんなのうた　FUNKY MONKEY BABYS『ふるさと』
- NICO Touches the WallsLIVE「Walls Is Auroras」日本武道館
- GREENROOM FESTIVAL'10
- 3Dフェス～SWEET LOVE SHOWER 2010～
- NHK天才てれびくんMAX『二人授業』（dir.木本武宏TKO）
- NHK天才てれびくんMAX『ささやきの天使』（dir.多田卓也）
- NHK天才てれびくんMAX『二人授業』（dir.多田卓也）
- NHK天才てれびくんMAX『ホントの自分』（dir.多田卓也）
- NHK大！天才てれびくん『カラフル！』（dir.多田卓也）
- NHK大！天才てれびくん『崚行/優しい武器』（dir.多田卓也）
- 4AUDITIONSSTV用番組
- エイトレンジャーTV2035
- エイトレンジャーTV2035総集編
- GREENROOM FESTIVAL’12 SPACE SHOWER TV×スカパー！

### DVD
- Hello! Project　Hello！Project 2008 Winter LIVE DVD-BOX
- w-inds.　w-inds. Live Tour 2008”Seventh Ave.”
- リュ・シウォン　Ryu Siwon 2008 LIVE IN TOKYO DOME"CHRISTMAS FOR YOU"
- NICO Touches the Walls　All、Always， Walls vol.3～Turkeyism～
- リュ・シウォン　Ryu Siwon　FUN FAN LIVE TOUR 2010
- NICO Touches the Walls　TOUR 2010 ミチナキミチ
- NICO Touches the Walls　We are Passionate Messenger
- でんぱ組.inc　1st ワンマン LIVE DVD 聖夜、宇宙に鳴り響く、でんぱ組.incの愛と勇気と少しの電波～でんぱLIFEは終わらない～
- NICO Touches the Walls　Music Clip DVD「Library vol.2」
- NICO Touches the Walls　TOUR2012"Ground of HUMANIA"

### 映画
- 山下達郎　Joy1.5～THE MOVIE
- 山下達郎　山下達郎シアター・ライブ PERFORMANCE1984-2012